# Desmond Titterington
John Desmond Titterington (1 de maio de 1928 – 13 de abril de 2002) foi um automobilista britânico nascido na Irlanda do Norte que participou do Grande Prêmio da Inglaterra de Fórmula 1 de 1956.